# Odontotrypes radiosus
Odontotrypes radiosus is een keversoort uit de familie mesttorren (Geotrupidae). De wetenschappelijke naam van de soort werd in 1895 gepubliceerd door Léon Marc Herminie Fairmaire.